# Alain Morvan
Pour les articles homonymes, voir Morvan (homonymie).
Alain Morvan, né le 20 avril 1944 à Largentière (Ardèche), est un professeur des universités, ancien recteur d’académie, et écrivain français, spécialiste de la littérature anglaise des XVIIe et XVIIIe siècles et du roman gothique.
Après une carrière comme recteur d'académie entre 1993 et 2007, il se consacre depuis à la direction éditoriale d’auteurs anglais dans la Bibliothèque de la Pléiade.

## Biographie

### Carrière universitaire
Ancien élève de l'École normale supérieure (promotion 1965), agrégé d’anglais (1969), docteur d’Etat (1980), il entame une carrière dans l'enseignement supérieur, notamment comme spécialiste de la littérature anglaise des XVIIe et XVIIIe siècles, d'abord comme assistant à la Sorbonne, puis comme professeur d'université ; il est nommé successivement à Lille III puis à Paris Sorbonne Nouvelle.

### Recteur d'académie
En 1993, il est nommé recteur de l'académie de Clermont-Ferrand, puis rejoint celle d'Amiens en 1995 avant d'être affecté à Lyon en 2002.
En poste à Lyon, il se signale par son engagement dans la lutte contre le négationnisme, le racisme et l'antisémitisme, notamment à l'université Lyon-III.
À la demande d'Alain Morvan, en tant que recteur et chancelier des universités, la section disciplinaire du Conseil d'administration de l'université Jean Moulin Lyon 3 est saisie des fautes « d'atteinte à l'honneur et à la probité des fonctionnaires » contre Gilles Guyot, à la suite de l'embauche de sa sœur.
Il s'oppose à la création d'un lycée de confession islamique par l'association Al-Kindi à Décines, avançant des arguments de sécurité et de laïcité. Après avoir subi des pressions de la part du gouvernement de Dominique de Villepin, il est démis pour cette opposition par ce même gouvernement le 21 mars 2007. Il attribue son limogeage à l'intervention du ministre de l'Intérieur, Nicolas Sarkozy.

### Autres fonctions
À partir du 14 juin 2011, il exerce pendant dix mois les fonctions de président du directoire des Presses universitaires de France (PUF), après la mort de Michel Prigent le 19 mai précédent. Il démissionne « pour d'impérieuses raisons de santé » en mars 2012 et est remplacé par Monique Labrune.
Il a établi l'édition de Frankenstein et autres romans gothiques dans la Bibliothèque de la Pléiade (Gallimard), parue en 2014, avec la collaboration de Marc Porée.

### Prises de positions
Il apporte en 2022 son soutien à Jean-Luc Mélenchon, candidat à l'élection présidentielle, dans une tribune des acteurs de l'éducation publiée par Le Journal du dimanche.

## Publications

### Éditions scientifiques ou théoriques
- Savoir et violence en Angleterre du XVIe au XIXe siècle, Lille, Université Lille-III, 1987, 213 p.
- François Laroque, Alain Morvan, André Topia, Anthologie de la littérature anglaise, Paris, Presses universitaires de France, 1991, 518 p.
- Jean-François Gournay, Franck Lessay, Alain Morvan, Histoire des idées dans les Îles britanniques, Paris, Presses universitaires de France, 1995, 368 p.
- Mary Shelley et Frankenstein : itinéraires romanesques, Paris, Presses universitaires de France, 2006.
- Frankenstein : et autres romans gothiques (dir.), Paris, Gallimard, coll. « Bibliothèque de la Pléiade », 2014.
- Dracula : et autres écrits vampiriques, textes traduits, présentés et annotés par Alain Morvan, Paris, Gallimard, coll. « Bibliothèque de la Pléiade », 2019, 1 168 p.

### Œuvres personnelles
- L'honneur et les honneurs : souvenirs d'un recteur kärchérisé, Paris, Grasset, 2008.

## Citations
Le 29 avril 2015, dans une lettre adressée au ministère de l’Éducation nationale, Alain Morvan écrit :
« L’école républicaine, c’est celle où le mérite doit être le seul déterminant qui compte... C’est celle où les meilleurs élèves ont le droit d’être les meilleurs, et le devoir d’inciter leurs camarades à s’inspirer de leur exemple. ».

## Distinctions
- Officier de la Légion d'honneur (2014)[10]. Chevalier en 1996.
- Médaille de la jeunesse, des sports et de l'engagement associatif, or (2005)[11]
- En 2008, il obtient le prix B'nai B’rith des droits de l’homme dans la catégorie éducation pour son combat contre le négationnisme.